# Kerstin Höckel
Kerstin Höckel (* 29. November 1972 in Saarbrücken) ist eine deutsche Schriftstellerin und Filmemacherin.

## Leben
Kerstin Höckel studierte Schauspiel an der Hochschule der Künste Berlin und spielte drei Jahre auf Theaterbühnen und vor der Kamera.
Um die Jahrtausendwende begann sie, Independent Filme zu drehen und professionell zu schreiben. Neben zahlreichen TV-Drehbüchern entstanden vier Romane, die vom Piper Verlag und S. Fischer Verlag verlegt wurden.
Im Januar 2015 gründete Kerstin Höckel gemeinsam mit Marita Nienstedt die Schreibwerkstatt und Filmproduktionsfirma Geist&Blitze.

## Bücher
- Wie kannst du so fest glauben. Meine Schwester, der Gott der Juden und ich. Piper, München 2007, ISBN 978-3-492-05027-2.
  - Taschenbuchausgaben als: Schalom Schwesterherz. Auf der Suche nach einem Glaubensbekenntnis. Piper, München 2009; Fischer, Frankfurt am Main 2015, ISBN 978-3-596-30349-6.
- Heute müssen wir es tun. Kinderwunsch und andere Kleinigkeiten. Krüger, Frankfurt am Main 2009, ISBN 978-3-8105-1067-9.
- Wie wir damals auf dem Bauernhof geheiratet haben, und der Alois am Tag drauf fast den Hund erschossen hat, weil er was gegen die Stadtmenschen hat und das Glück überhaupt. Fischer, Frankfurt am Main 2011, ISBN 978-3-596-19032-4.
- Die Geschichte vom Erben, Hauen und Stechen. Fischer, Frankfurt am Main 2013, ISBN 978-3-10-032004-9.

## Filmografie

### Autorin und Regisseurin
- 2002: Der kleine Tod
- 2003: Mutterbesuch
- 2009: Prioggi
- 2010: Der Zauberlehrling
- 2013: Friede verwechselt die Liebe
- 2016: Die Bürgschaft

### Drehbuchautorin
- 2004: Küss mich, Hexe
- 2006: Polizeiruf 110: Bis dass der Tod euch scheidet
- 2007: Schmetterlinge im Bauch (diverse Episoden)
- 2007: Ahornallee (diverse Episoden)
- 2009: dasbloghaus.tv (diverse Episoden)
- 2009: Hoffnung für Kummerow
- 2009: Piroggi
- 2010: Anna und die Liebe (diverse Episoden)
- 2011–2014: Tierärztin Dr. Mertens (diverse Episoden)
- 2016: In aller Freundschaft – Die jungen Ärzte
- 2018: In aller Freundschaft – Die Krankenschwestern
- 2019: Fritzie – Der Himmel muss warten, Staffel I (Headautorin)
- 2020: Fritzie – Der Himmel muss warten, Staffel II (Headautorin)

## Auszeichnungen
- 1996: Solopreis Schauspielschultreffen Chemnitz
- 2012: 6. ZEBRA Poetry Film Festival Berlin: Zebrino Publikumspreis für Der Zauberlehrling
- 2016: Die Bürgschaft Max Ophüls Preis Kurzfilmreihe 3, nominiert
- 2016:  Die Bürgschaft 11th Canada Int’l Film Festival Royal Reel Award, gewonnen
- 2016: Die Bürgschaft 5th Bangalore Shorts Film Festival Bester Film gewonnen
- 2016: Die Bürgschaft 5th Kolkata Shorts Int’l Film Festival Best Director, gewonnen
- 2016: Die Bürgschaft 5th North Carolina Film Awards Founders Award, gewonnen
- 2016: Die Bürgschaft 4th Indian Cine Film Festival Best Director, gewonnen
- 2016: Die Bürgschaft1st Young European Cinema / Jeune Cinéma Européen Favorit, gewonnen
- 2016: Die Bürgschaft German Human Rights Film Award 2016 Bester Kurzfilm, nominiert
- 2018: Die Bürgschaft Courage Film Festival Jury Special Award, gewonnen
- 2018: Die Bürgschaft Courage Film Festival Jury Special Award, gewonnen